# Удіне (провінція)
Провінція Удіне (італ. Provincia di Udine) — провінція в Італії, у регіоні Фріулі-Венеція-Джулія. 
Площа провінції — 4 905 км², населення — 542 056 осіб.
Столицею провінції є місто Удіне.

## Географія

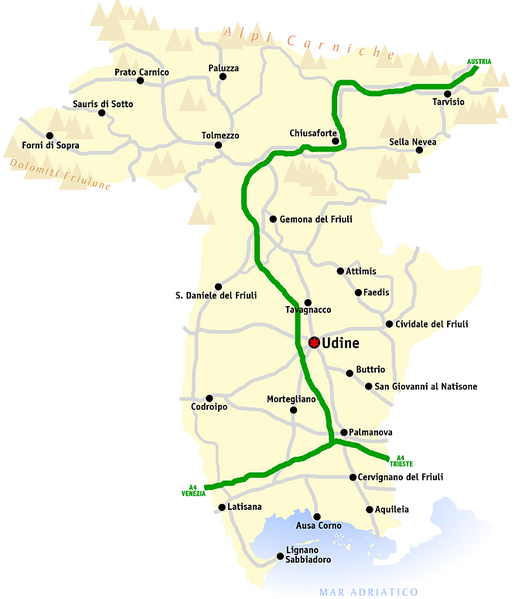
Мапа провінції

Межує на півночі з Австрією (Каринтія), на сході зі Словенією (Горенський регіон та Горишка) і з провінцією Гориція, на заході з провінцією Порденоне і з регіоном Венето (провінцією Беллуно і провінцією Венеція).